# Kiryuerde
Kiryuerde (jap. 桐生砂, Kiryūzuna, dt. „Kiryū-Kies“), irreführend auch: Vitaminerde, kommt aus der Region um die japanische Stadt Kiryū im Süden der Präfektur Gunma und ist ein Vulkankies-Granulat. Durch den hohen Eisenanteil besitzt sie eine rote Farbe.
Kiryuerde ist sehr formstabil und durch ihre Porosität luftdurchlässig und kann relativ gut Wasser speichern. Wie bei der ähnlichen Akadamaerde wird dadurch Wurzelfäule vorgebeugt.
In Japan wird sie häufig bei der Kultivierung von Orchideen, Rohdea japonica und Wildgräsern verwendet. Zudem eignet sie sich gut als Zuschlagstoff für andere Erdmischungen.
Im Handel ist sie meist in verschiedenen Körnungen zwischen 1 und 12 mm erhältlich. Vor allem außerhalb Japans wird Kiryuerde für Bonsai verwendet, hauptsächlich für Pinus- und Juniperusarten; aber auch Laubgehölze gedeihen in ihr. Sie dient der Wuchsunterstützung und hilft bei der Genesung von anfälligen oder kränklichen Bäumen. Gerade Kiefern können nach einigen Jahren in der Vitalität und im Wuchs nachlassen, sie können dann für 2–3 Jahre in reine Kiryuerde gepflanzt werden.